# Santiago Videla
Pour les articles homonymes, voir Videla.
Pas d'image ? Cliquez ici

a Compétitions nationales et continentales officielles uniquement.

b Matchs officiels uniquement.
Dernière mise à jour le 23 juillet 2022.
Santiago Videla, né le 16 janvier 1998 à Santiago (Chili), est un joueur de rugby à XV et rugby à sept international chilien. Il joue aux postes de Demi d'ouverture, d'arrière, de centre ou d'ailier aux Sharks de Miami en Major League Rugby.  

## Carrière

### En club
Santiago Videla commence à jouer au rugby à XV à l'âge de cinq ans dans sa ville natale de Santiago, avec le Old Grangonian Club. Il fait ses débuts en senior avec son club formateur en 2017, et dispute le Championnat du Chili. Il remporte la compétition en 2017,. En 2018, il remporte le Tournoi d'ouverture (es) avec son club, avant de terminer finaliste du championnat,.
En 2020, il rejoint la nouvelle franchise professionnelle chilienne de Selknam, qui évolue au sein de la Súper Liga Americana de Rugby récemment créée. Titulaire à l'ouverture lors du premier match de la saison, face à Peñarol, Videla inscrit les quinze points de son équipe pour une première victoire historique,. Il s'agit néanmoins de l'unique rencontre qu'il dispute cette saison, puisque la compétition est écourtée en raison de la pandémie de Covid-19.
Il fait à nouveau partie de l'effectif de Selknam pour la saison,. Utilisé aux postes d'ouvreur ou de centre, il joue dix matchs et inscrit 67 points. Son équipe termine la saison comme demi-finaliste, après une défaite face aux Uruguayens de Peñarol.
La saison suivante, il fait à nouveau partie de l'effectif de Selknam. Son équipe fait un bon parcours, terminant deuxième de la saison régulière, puis s'inclinant en finale face à Peñarol,. D'un point de vue personnel, il est perturbé par les blessures, et ne dispute que deux rencontres comme remplaçant,.

### En équipe nationale
Santiago Videla joue dans un premier temps avec la sélection chilienne des moins de 19 ans au sein du championnat sud-américain de cette catégorie en 2016,.
Il représente ensuite l'équipe des moins de 20 ans à l'occasion du Trophée mondial des moins de 20 ans en Uruguay. Il joue quatre matchs lors de la compétition.
Il est sélectionné pour la première fois avec l'équipe du Chili en novembre 2017 pour participer à la tournée d'automne en Asie. Il obtient sa première cape internationale le 10 novembre 2017 à l'occasion d'un match contre le Kenya à Hong Kong,. Videla joue par la suite régulièrement avec Los Cóndores, évoluant principalement au poste de demi d'ouverture.
En 2019, il est sélectionné avec l'équipe du Chili de rugby à sept pour participer au Tournoi de qualification de Hong Kong,.
Après l'interruption des compétitions liées à la pandémie de Covid-19, il dispute en 2020 le Sudamericano Cuatro Naciones avec l'équipe du Chili XV (équipe nationale réserve),.
Il participe en 2021 aux premiers tours du tournoi de qualification américain pour la Coupe du monde 2023. Après une deuxième place lors du tournoi sud-américain, le Chili participe au Barrage Amérique 2, qui consiste en une double confrontation face au Canada en octobre 2021. Son équipe remporte une victoire historique lors du match retour à Valparaíso, leur permettant d'avancer au match de barrage qualificatif disputé en juillet 2022. Videla se distingue lors de ces deux matchs par sa précision au pied, inscrivant respectivement 11 et 23 points (dont un essai),,.
En juin 2022, il est présent dans le groupe chilien retenu pour disputer la deuxième partie des qualifications, et la double confrontation face aux États-Unis. Aligné à l'arrière lors du match aller au Chili, il inscrit 15 des 21 points points de son équipe, dont un essai, lors de la courte défaite de son équipe (21 à 22). Pour le match retour à Denver, Videla est titularisé au poste inhabituel d'ailier, afin de laisser Rodrigo Fernández à l'ouverture et Francisco Urroz à l'arrière. Il réalise une nouvelle partie complète, avec 16 points à la clé, dont un nouvel essai, et la pénalité de la gagne inscrite en fin de match (victoire 31-29), qui permet à son équipe de sa qualifier pour le mondial 2023,.

## Palmarès
- Vainqueur du Championnat du Chili en 2017 avec Old Grangonian Club.
- Finaliste de Súper Liga Americana en 2022 avec Selknam.

## Statistiques
- 21 sélections avec l'équipe du Chili de rugby à XV depuis 2017[3],[2].
- 175 points (11 essais, 28 pénalité, 23 transformation)[3],[2].